# ذا نايت بيفور
ذا نايت بيفور (بالإنجليزية: The Night Before)‏ هو فيلم عيد ميلاد كوميدي أمريكي تم إنتاجه في سنة 2015 وهو من إخراج جوناثان ليفين وبطولة جوزيف غوردون-ليفيت وسيث روغن وأنتوني ماكي وليزي كابلان وجيليان بيل وميندي كالينغ ومايكل شانون.

## القصة
إيثان (جوزيف جوردون ليفيت)، إسحاق (سيث روغن)، وكريس (أنتوني ماكي) أصدقاء منذ الطفولة، ومنذ عقد من الزمن وبشكل سنوي يجتمعوا في ليلة عيد الميلاد في ليلة سنوية من الفجور والمرح. الآن هم على مشارف مرحلة أكثر نضجًا، وهذا التقليد يقترب من نهايته، ولكي يجعلوه ذكرى لا تنسى قدر الإمكان، يقررون بدء البحث عن كرة (نوتكرارا)، الكأس المقدسة في كل حفلات عيد الميلاد.

## البطولة
- جوزيف غوردون-ليفيت بدور إيثان ميلر
- سيث روغن بدور أيساك غرينبيرغ
- أنتوني ماكي بدور كريس روبرتس
- ليزي كابلان بدور ديانا
- ميندي كالينغ بدور سارة
- جيليان بيل بدور بيتسي غرينبيرغ
- لورين توساينت بدور السيدو روبرتس
- جيسون مانتزوكس بدور بدور باد سانتا 1
- جايسون جونز بدور باد سانتا 2
- إلانا غليزر بدور ريبيكا غرينتش
- ناثان فايلدر بدور جوشوا
- تريسي مورغان بدور السانتا كلوز الراوي
- راندال بارك بدور إيثان
- هيلين يورك بدور سيندي
- أرون هيل بدور تومي أوينز
- بارون ديفيز بدور نفسه
- جيمس فرانكو بدور نفسه
- مايلي سايرس بدور نفسها

## التقييم
حصل الفيلم على تقييم 73% بناءً على 137 مراجعة، في موقع ميتاكريتيك حصل الفيلم على تقييم 58 من 100 وحصل على 31 نقد متفاوت بين الإيجابي والسلبي.

## روابط خارجية
- ذا نايت بيفور على موقع IMDb (الإنجليزية)
- ذا نايت بيفور على موقع ميتاكريتيك (الإنجليزية)
- ذا نايت بيفور على موقع روتن توميتوز (الإنجليزية)
- ذا نايت بيفور على موقع نتفليكس (الإنجليزية)
- ذا نايت بيفور على موقع قاعدة بيانات الأفلام العربية
- ذا نايت بيفور على موقع ألو سيني (الفرنسية)
- ذا نايت بيفور على موقع أول موفي (الإنجليزية)
- ذا نايت بيفور على موقع بوكس أوفيس موجو (الإنجليزية)
- ذا نايت بيفور على موقع فيلمافينيتي (الإسبانية)
- ذا نايت بيفور على موقع قاعدة بيانات الأفلام السويدية (السويدية)